# بروس بريتشارد
بروس بريتشارد (من مواليد 7 مارس 1963) هو مدير تنفيذي أمريكي ومصارع محترف وكاتب ومنتج ومدير سابق ومعلق. بالإضافة إلى أدواره في الشركة مع دبليو دبليو إي، لعب بريتشارد المصارعة تحت اسم الحلقة برذر لوف. واستضاف جزءًا من برنامج حواري، The Brother Love Show.